# Aglais obscura
Aglais obscura är en fjärilsart som beskrevs av Raynor 1909. Aglais obscura ingår i släktet Aglais och familjen praktfjärilar. Inga underarter finns listade i Catalogue of Life.